# Organisateur isthmique
L'organisateur isthmique, aussi connu comme la frontière mésencéphale-rhombencéphale (MHB en anglais), est une région déterminante dans la différenciation neurale secondaire qui se développe à la jonction du mésencéphale et métencéphale (embryonnaire rhombencéphale ).
L'organisateur isthmique exprime des molécules de signalisation qui régulent la différenciation et la structuration du neuroectoderme adjacent. Cela permet le développement du mésencéphale et du cerveau postérieur ainsi que la spécification de sous-types neuronaux dans ces régions. Le fait que l'organisateur isthmique soit suffisant pour le développement du mésencéphale et du cerveau postérieur a été démontré dans une expérience où des cellules de l'organisateur isthmique de cailles transplantées dans le cerveau antérieur d'un poussin étaient capables d'induire un mésencéphale et un cervelet ectopiques. 

## Développement de l'isthme
Le développement et la localisation de l'isthme sont médiés par les facteurs de transcription Otx2 et Gbx2. Otx2 est exprimé dans le tube neural antérieur et les cellules du tube neural postérieur expriment Gbx2. Ces deux facteurs de transcription homéodomaines sont activés par Irx1 puis s'inhibent mutuellement dans le développement du système nerveux central (SNC). Cela conduit à la création d'une limite définie qui devient l'organisateur isthmique après la fermeture du tube neural. 

## Molécules de signalisation

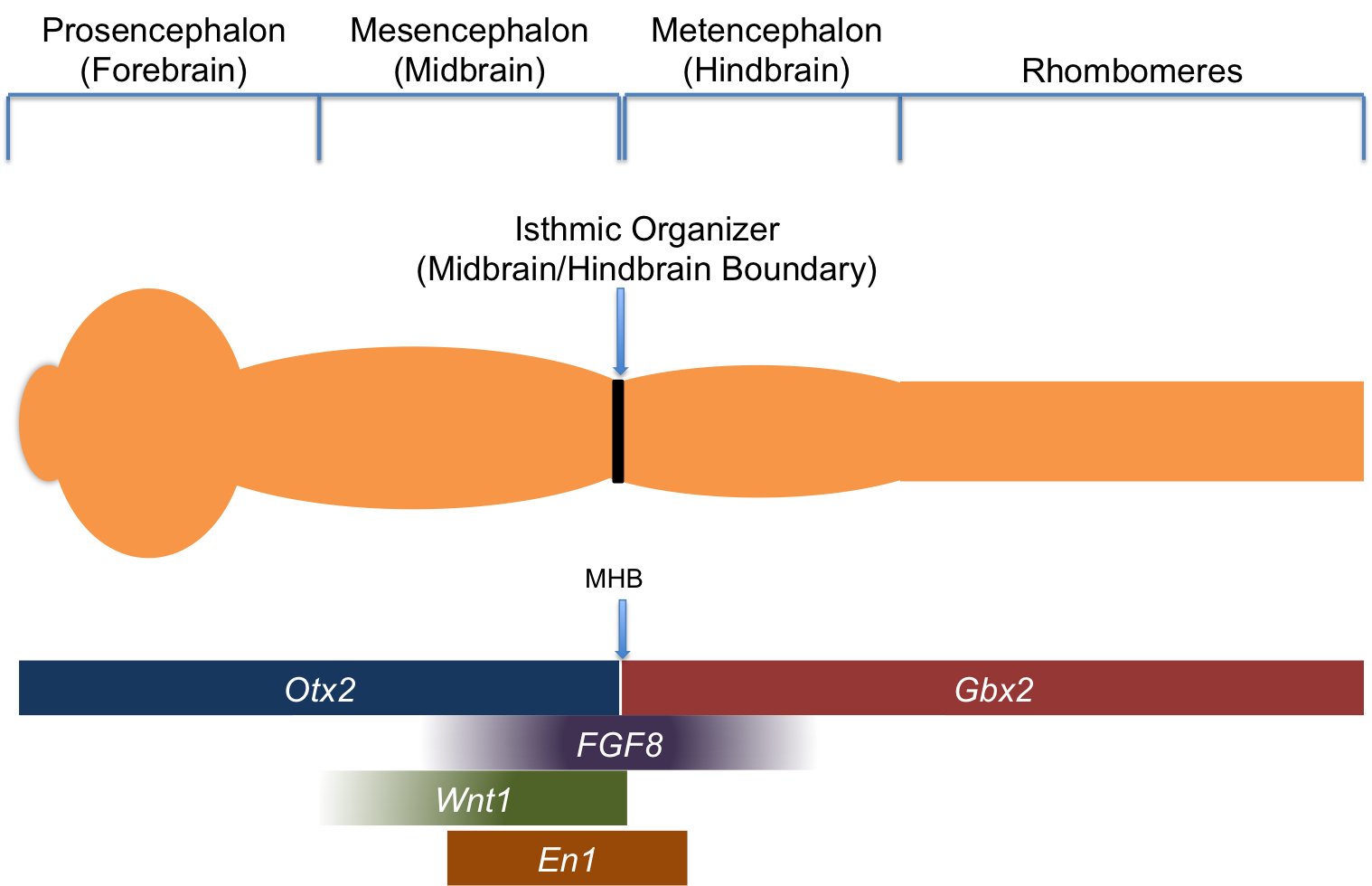
Les principaux facteurs de transcription des molécules de signalisation impliqués dans la formation et le maintien de l'organisateur isthmique.

Le modèle d'expression combiné habituel de toutes les molécules de signalisation impliquées est nécessaire à la formation et au maintien de l'organisateur isthmique ainsi qu'au développement du mésencéphale et du cervelet. Les trois molécules de signalisation suivantes agissent dans un réseau interconnecté pour mettre en place et maintenir l'organisateur isthmique. La perte de l'un d'eux entraîne non seulement une diminution de l'expression des deux autres, mais entraînera également une perte partielle ou complète du mésencéphale et du cerveau postérieur.

### Fgf8
L'interaction entre Otx2 et Gbx2 au niveau du MHB entraîne l'expression du facteur de croissance des fibroblastes 8 (Fgf8). Parmi les isoformes connues de Fgf8, il a été démontré que Fgf8a et Fgf8b sont exprimés au niveau de l'organisateur isthmique, Fgf8b étant prévalent. L' expression de Fgf8 conduit à l'activation de En1 dans les cellules qui expriment à la fois Irx1 et Otx2.
Fgf8 s'est avéré être une molécule organisatrice dans l'organisateur isthmique grâce à une expérience où une perle chargée de Fgf8 a été placée sur une région plus antérieure du tube neural.  Cela a entraîné la formation d'un nouvel organisateur isthmique ectopique et a montré que Fgf8 pouvait imiter l'activité de l'organisateur isthmique pour induire la formation de structures du mésencéphale et du cerveau postérieur à partir des tissus antérieurs.
La signalisation Fgf8 au niveau de l'organisateur isthmique combinée à l'expression d' Otx2 induit une différenciation des neurones dopaminergiques dans le mésencéphale. D'autre part, lorsque l'expression de Fgf8 se propage dans le cerveau postérieur exprimant Gbx2, cela conduit à une différenciation des neurones sérotoninergiques. Plus tard dans le développement embryonnaire, l' expression de Fgf8 se localise dans la plupart des cellules rostrales exprimant Gbx2 (région caudale du MHB) dans le tube neural.

### Wnt1
Wnt1 est principalement exprimé dans l'ensemble du mésencéphale (cellules exprimant Otx2) au début. Une fois que la limite mésencéphale/cerveau postérieur s'est formée, l' expression de Wnt1 se localise sur la plaque du toit du tube neural et dans la région postérieure du mésencéphale. Au niveau de l'organisateur isthmique, Wnt1 joue un rôle dans la prolifération cellulaire et maintient également l'expression du FGF8.

### Engrail-1
Le facteur de transcription En1 est exprimé dans l'organisateur isthmique. Dans les cellules qui expriment à la fois Otx2 et Irx1, En1 est activé par la signalisation Fgf8. L'expression d'En1 dans des cellules qui expriment à la fois Pax2 et Otx2 conduit à une identité/destin du mésencéphale.

### Ouvrages
- (en) D Sanes, T Reh et W Harris, Development of the nervous system, Burlington, MA, 3rd, 2012, 23–48 p. (ISBN 9780080923208), « Chapter 2: Polarity and segmentation ».
- (en) Eric R. Kandel, Principles of neural science, 2013, 5e éd. (ISBN 978-0-07-139011-8 et 0-07-139011-1, OCLC 795553723, lire en ligne).